# 페니엘 음라파
페니엘 코쿠 음라파(프랑스어: Peniel Kokou Mlapa, 1991년 2월 20일 ~ )는 타이 리그 1 클럽 포트에서 스트라이커로 활동 중인 토고의 축구 선수로, K리그 등록명은 음라파이며 독일 시민권도 함께 보유하고 있다.

## 구단 경력

### 어린 시절 및 경력
토고 로메에서 태어난 음라파는 어린 시절에 독일로 이민을 갔다. 그는 FC 이스마닝에서 그의 청소년 경력을 시작하였지만, 1999년에 TSV 1860 뮌헨으로 이적하였다. 그는 2008년 9월 12일 1. FC 하이덴하임을 상대로 1860년대 U-19 대표팀 데뷔 전을 치렀다. 2008-09 시즌에 그는 1860년대 리저브 팀의 대체 선수로 두 번 출전하였는데, 두 번 모두 승리를 거두었지만, 그는 U-19 대표팀의 주전으로 남았다.

### 1860 뮌헨
2009년 5월 17일, 음라파는 알레마니아 아헨의 경기에서 연장전 끝에 교체 투입되어 프로 축구 데뷔 전을 치렀다. 그는 10월 4일에 열린 장크트파울리와의 경기에서 1860년 성인 무대 첫 골을 기록했다. 그 다음 경기인 MSV 뒤스부르크와의 경기에서 음라파는 처음으로 선발 출전하여 또다시 골을 넣었다.

### 1899 호펜하임
2010년 여름, 음라파는 분데스리가의 호펜하임에 입단하여 2013년까지 계약을 맺었다. 그는 DFB-포칼에서 한자 로스토크를 상대로 첫 골을 넣었다. 음라파는 TSG 1899 호펜하임 소속으로 분데스리가 54경기에서 5골을 넣었다.

### 보루시아 묀헨글라트바흐
2012년 5월, 음라파는 300만 유로에 보루시아 묀헨글라트바흐에 입단했다. 공격수로 4년 계약을 맺었다.

### 대전 하나 시티즌
2024년 3월, 음라파는 K리그1의 대전 하나 시티즌에 입단했다.

### 부산 아이파크
2024년 7월 25일, K리그2의 부산 아이파크는 음라파 영입을 공식 발표했다.

### 포트
음라파는 2025년 1월, 이적 시장에서 타이 리그 1 클럽 포트에 합류했다. 그는 1월 24일, 랏차부리와의 홈 경기에서 로사나 둠부야를 대신해 후반 교체 선수로 데뷔했으며, 84분 페널티킥을 성공시키며 클럽의 첫 골을 기록했다.

## 국가대표팀 경력
2009년 10월 7일, 음라파는 룩셈부르크와의 경기에서 90분 교체 출전하며 독일 U-19 국가대표팀 데뷔 전을 치렀다. 몇 주 후, 그는 토고와의 최종 예선 전에 대표로 소집되었지만, 그는 이 요청을 거절하고 독일 U-21 국가대표팀에 합류했다.
그는 2016년 3월 튀니지와의 2017년 아프리카 네이션스컵 예선 전을 위한 토고 국가대표팀 소집을 수락했다. 그는 2017년 6월 1일 나이지리아와의 경기에서 토고 국가대표팀 데뷔 전을 치렀다.

## 사생활
토고 태생의 음라파는 어린 시절에 독일 시민권을 취득하여, 입양된 고국의 국가대표가 되었다.